# Taperuaba
Taperuaba é um distrito do município brasileiro de Sobral, no interior do estado do Ceará. Segundo o censo demográfico de 2022, realizado pelo Instituto Brasileiro de Geografia e Estatística (IBGE), sua população era de 5 902 habitantes e havia 2 111 domicílios particulares permanentes ocupados.
De acordo com o IBGE, em 2010 a população era de 6 113 habitantes e havia 2 278 domicílios particulares.

## História
Santa Maria, como era denominado anteriormente, era de propriedade de D. Luisa Amélia de Albuquerque [1823-1886], viúva de João Fernandes Barros, que vendeu ao Comendador João Gabriel de Carvalho e Mello [1816-1895], segundo artigo de autoria de Soares Bulcão. Além de Santa Maria, D. Luisa também o vendeu as fazendas Valentim, Touro e Cruz das Almas. Essas fazendas lhe custaram 30 mil réis e João Gabriel usou para criar 1005 cabeças de gado. Também comprou, na região, a Fazenda Caminhadeira, nome este oriundo de Vicente Lopes Vidal de Negreiros, conhecido como Vicente Lopes da Caminhadeira.
Segundo o periódico "O Rebate", em 1907, Santa Maria tinha os seguintes co-proprietários: Miguel de Paiva Dias, Francisco Mendes Ferreira, Felix Paz d'Avila, D. Maria Sancha Ferreira Gomes, José Ferreira da Cunha Sobrinho, Innocencio Francisco Duarte de Negreiros, Francisco Fernando P. Mendes.
Foi reconhecido como distrito antes de 1933, quando se chamava Santa Maria. Foi renomeado para Taperuaba pelo decreto-lei estadual nº 1.114 de 30 de dezembro de 1943. Chegou a se emancipar na década de 1960, mas retornou à categoria de distrito pela lei estadual nº 8.339 de 14 de dezembro de 1965.

## Origem do nome Taperuaba
Segundo o Prof. João Batista de Sousa, o nome Taperuaba foi sugerido pelo Pe. Francisco Sadoc de Araújo, em reconhecimento ao último chefe indígena cultuado na memória dos primeiros colonizadores da região, que atendia por “Chefe Taperiába”, que, na língua dos nativos queria dizer: chefe da morada das andorinhas, pertencente a tribo dos índios Canindés que habitavam as serranias da região.
O nome Taperuaba vem do vocábulo taperá (s.m. espécie de andorinha branca, com cabeça, cauda e asas negras) + aba (homem, gente, pessoa, ser humano, índio). Portanto, homem (ou índio) das andorinhas.